# Måsabacken
Måsabacken är en bebyggelse i Voxtorps distrikt i Kalmar kommun.  SCB avgränsade området 2023 till en separat småort.